# François-Xavier Cloutier (1848-1934)
Pour les articles homonymes, voir François-Xavier Cloutier et Cloutier.
François-Xavier Cloutier (2 novembre 1848 - 18 septembre 1934) était un homme d'Église canadien qui fut évêque du diocèse de Trois-Rivières de 1899 à 1934.
Originaire de Sainte-Geneviève-de-Batiscan (Québec), il reçut l'ordre le 22 septembre 1872. Il approuva une apparition mariale qui aurait eu lieu en 1880 à la basilique Notre-Dame du Cap et confia la garde du sanctuaire aux Oblats de Marie-Immaculée. Il déclara par ailleurs la validité du miracle du pont de glace de 1879.
Il avait été nommé évêque par Léon XIII et consacré à l'épiscopat par Louis-Nazaire Bégin avec comme co-consécrateurs André-Albert Blais et Michel-Thomas Labrecque. Alfred-Odilon Comtois lui succède en tant qu'évêque de Trois-Rivières. Il est décédé en 1934 à l'âge de 85 ans, deux mois avant son 86e anniversaire.
|  |

## Succession apostolique
François-Xavier Cloutier a ordonné les évêques suivants :
- Évêque Alfred-Odilon Comtois (1926)